# Urbar (Rajna-vidék-Pfalz)
Urbar település Németországban, Rajna-vidék-Pfalz tartományban. Lakosainak száma 696 fő (2023. december 31.).

## Népesség
A település népességének változása:
| Lakosok száma | 698  | 708  | 699  | 693  | 696  |
|               | 2017 | 2019 | 2021 | 2022 | 2023 |

## Látnivalók
A Loreleyblick Maria Ruh kilátóból Urbarból az egyik legszebb panorámás kilátás nyílik a Közép-Rajna völgyére. A falutól nyugatra a csúcskövön álló kilátóból átfogó panoráma nyílik az egész területre.

Kilátás a Loreleyblick Maria Ruh kilátóból a Loreley-re, a Katz és a Maus kastélyra, valamint a St. Goarshausenre
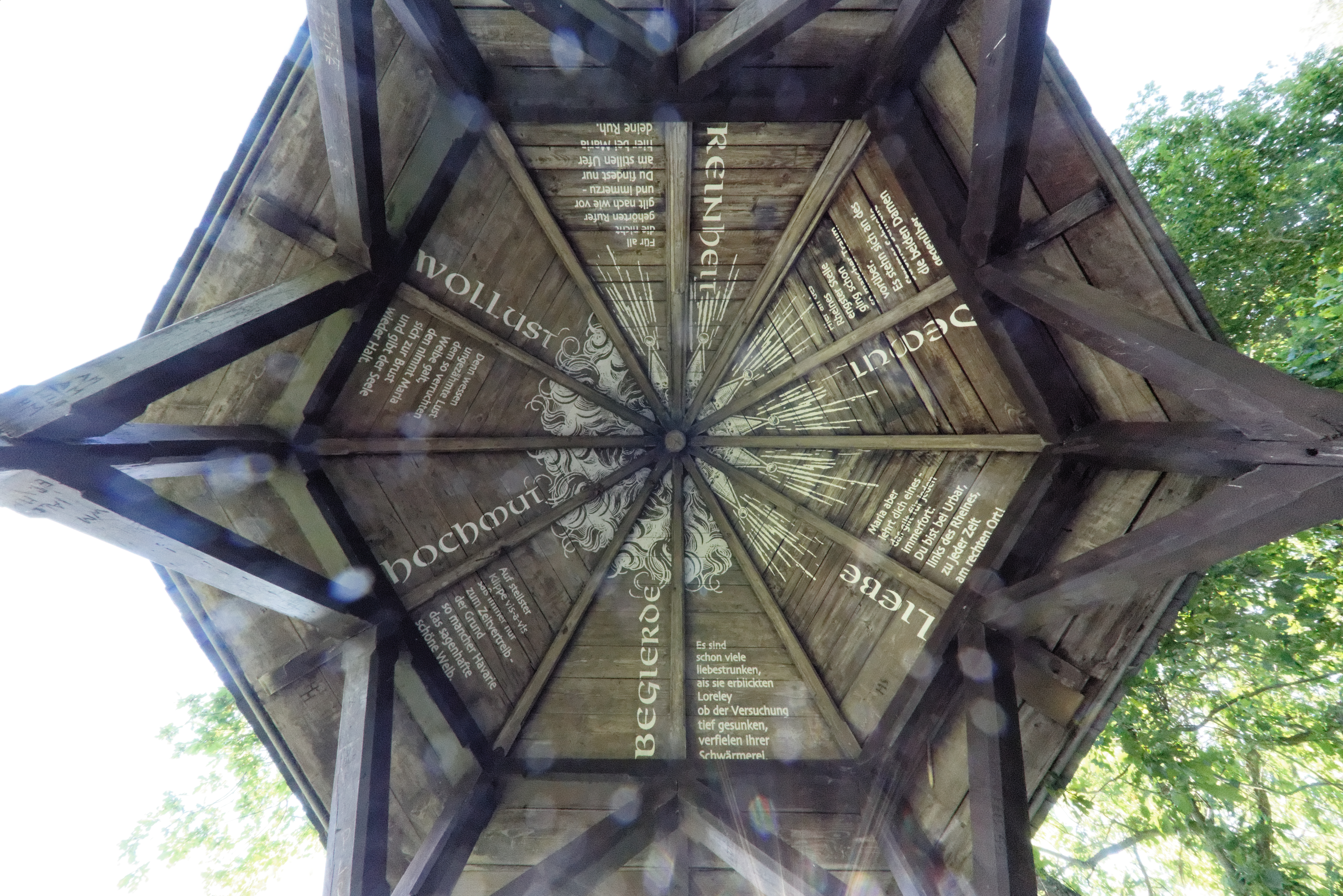
A Loreleyblick Maria Ruh kilátó pavilonjának mennyezeti felirata